# Ashford (cigarro)
Ashford é uma marca de cigarros produzida pela Philip Morris. O cigarro Ashford é bastante popular na Nova Zelândia, Austrália e também no Canadá.